# Рубиера
Рубиѐра (на италиански: Rubiera, на местен диалект Rubera, Рубера) е град и община в северна Италия, провинция Реджо Емилия, регион Емилия-Романя. Разположен е на 53 m надморска височина. Населението на общината е 14 582 души (към 2012 г.).